# 繆肜
缪肜（?—?），字豫公。汝南郡召陵县（今河南省漯河市郾城区）人，东汉官员。

## 生平
缪肜从小丧父，兄弟四人，财产都合在一起。等到各娶妻子，妇人们想要分家，多次出现争执之言。缪肜深深愤恨叹息，于是关上门自己打自己：“缪肜，你修身谨行，学圣人之法，准备齐整风俗，怎么还不能正自己的家风！”弟弟和弟妻听说后，都来叩头谢罪，于是他家改编为敦睦之家。
缪肜在县里为主簿。当时县令被人诬告，下吏都畏惧自诬，只有缪肜出证此事，力为辨冤。他备受酷刑，遭到毒打，以至体生虫蛆，换了五个监狱，不置诬辞，经过四年，事情终于澄清，县令终于获释。
汝南太守陇西人梁湛召他为决曹史。汉安帝初年，梁湛在官任上病卒，缪肜送他的灵柩回到其家乡陇西郡。刚刚安葬，当时羌人暴动，梁湛妻儿都避乱它郡，缪肜独留下不去，为梁湛起坟冢。于是在井旁打了一个洞穴，白天藏起来，夜晚就背土，羌人平定坟已立起。梁湛妻儿以为缪肜已死，回来见到他大惊。关西都称道他，给他车马衣资，缪肜不接受而回归乡里。
缪肜被征辟入公府，以成绩优异被推举，转任中牟令。中牟县靠近京师洛阳，多权豪。县内权豪与奸吏勾结，恃势凌侮百姓。缪肜到任，诛杀奸吏和托名贵戚宾客的一百余人，威名遂行。在官任上去世。

## 延伸阅读
[在维基数据编辑]
 《後漢書/卷81》，出自范晔《後漢書》